# Selci Križovljanski
Selci Križovljanski falu Horvátországban, Varasd megyében. Közigazgatásilag Cesticához tartozik.

## Fekvése
Varasdtól 22 km-re északnyugatra, Cesticától 4 km-re délnyugatra közvetlenül a szlovén határ mellett fekszik.

## Története
1857-ben 252, 1910-ben 268 lakosa volt. 1920-ig Varasd vármegye Varasdi járásához tartozott. 1953-ig Selci volt a hivatalos neve. 2001-ben  a falunak 174 lakosa volt.

## Népessége
| Lakosság változása | Lakosság változása | Lakosság változása | Lakosság változása | Lakosság változása | Lakosság változása | Lakosság változása | Lakosság változása | Lakosság változása | Lakosság változása | Lakosság változása | Lakosság változása | Lakosság változása | Lakosság változása | Lakosság változása | Lakosság változása |
| ------------------ | ------------------ | ------------------ | ------------------ | ------------------ | ------------------ | ------------------ | ------------------ | ------------------ | ------------------ | ------------------ | ------------------ | ------------------ | ------------------ | ------------------ | ------------------ |
| 1857               | 1869               | 1880               | 1890               | 1900               | 1910               | 1921               | 1931               | 1948               | 1953               | 1961               | 1971               | 1981               | 1991               | 2001               | 2011               |
| 252                | 269                | 277                | 268                | 262                | 268                | 288                | 273                | 313                | 269                | 264                | 275                | 252                | 218                | 174                | 184                |